# Entanoneura mariae
Entanoneura mariae is een insect uit de familie van de Mantispidae, die tot de orde netvleugeligen (Neuroptera) behoort. 
Entanoneura mariae is voor het eerst wetenschappelijk beschreven door Navás in 1909.